# Shirin Sharmin Chaudhury
Shirin Sharmin Chaudhury (Noakhali, 6 de octubre de 1966) es una política de Bangladés que se desempeña como presidenta del Jatiya Sangsad desde abril de 2013. A los 46 años de edad, se convirtió en la más joven en asumir el cargo, así como la primera mujer en ocupar el cargo.
También fue Presidenta del Comité Ejecutivo de la Asociación Parlamentaria de la Mancomunidad de Naciones entre 2014 y 2017. Anteriormente se desempeñó como ministra de estado del Ministerio de Asuntos de la Mujer y la Infancia de Bangladés.

## Primeros años de vida
Chaudhury nació el 6 de octubre de 1966 en Chatkhil thana de Noakhali, Bangladés. Su padre, Rafiqullah Chaudhury, fue funcionario del Servicio Civil de Pakistán (CSP) y Secretario del Primer Ministro Sheikh Mujibur Rahman en 1972. Su madre, Naiyar Sultana, era miembro de la Comisión de Servicios Públicos de Bangladés y directora del Colegio de Daca.

## Educación
Chaudhury aprobó sus exámenes SSC y HSC respectivamente en 1983 y 1985 de la Escuela y Universidad de Niñas de Holy Cross. Para estudiar derecho, se unió a la Universidad de Daca y obtuvo sus títulos en derecho y una maestría. Recibió una beca de la Mancomunidad de Naciones para estudiar en la Universidad de Essex en el Reino Unido. En 2000 obtuvo su doctorado en derecho constitucional y derechos humanos.
El 16 de julio de 2014, Chaudhury recibió un doctorado honorario de la Universidad de Essex.

## Carrera
Chaudhury era una abogada en ejercicio de la Corte Suprema de Bangladés y fue una de los miembros del panel de abogados para llevar los casos presentados contra Sheikh Hasina durante el gobierno provisional respaldado por el ejército en 2007-2008. Sus áreas clave de trabajo incluyen los derechos humanos, el derecho constitucional, las cuestiones de género y las revisiones judiciales por medio de recursos. Es una persona de recursos para varias instituciones, incluidas la Universidad de Dhaka, la Universidad BRAC, la Universidad Internacional de Daca y el Instituto de Derecho y Asuntos Internacionales de Bangladés.
Chaudhury fue secretaria de Asuntos Internacionales de la Liga Awami, luego fue elegida diputada de uno de los escaños parlamentarios reservados para mujeres el 24 de marzo de 2009 y fue Ministra de Estado del Ministerio de Asuntos de la Mujer y la Infancia (Bangladés) hasta su nominación para presidenta de Jatiya Sangsad en abril de 2013.
El 28 de enero de 2014, Chaudhury fue elegida diputada por el distrito electoral de Rangpur-6 que había dejado vacante la primera ministra, Sheikh Hasina, después de las elecciones del 5 de enero. Chaudhury fue indiscutible en las elecciones parciales y fue nominado para presidente por la Liga Awami el mismo día. Prestó juramento como presidenta del décimo parlamento el 29 de enero de 2014, convirtiéndose en la primera persona en permanecer como presidenta durante dos mandatos consecutivos.

## Vida personal
Chaudhury está casado con Syed Ishtiaque Hossain, un consultor farmacéutico. Tiene una hija, Lamisa Shirin Hossain y un hijo, Syed Ibtesham Rafiq Hossain.